# Fileno Briganti
Fileno Briganti (Chieti, 1º maggio 1800 – Mileto, 25 agosto 1860) è stato un generale italiano, del Regno delle Due Sicilie.

## Biografia
Figlio di Annibale, impiegato civile del Regno delle Due Sicilie apparteneva ad una famiglia di lunga fedeltà alla dinastia borbonica napoletana. Lo zio Giuseppe Briganti era stato aiutante maggiore presso il Reale Collegio Militare della Nunziatella, ricevendo apprezzamento da parte di Mariano d'Ayala, che ne scrisse "Giuseppe Briganti apparteneva a quei capitani che fecero onore all'esercito Napolitano".
Fu ammesso alla Reale Scuola Politecnica di Napoli il 3 febbraio 1815, uscendone nel secondo semestre del 1817 con il grado di sottotenente di artiglieria.
Durante la rivoluzione indipendentista siciliana del 1848, partecipò alla difesa di Messina (per la quale ricevette la croce di San Giorgio e fu premiato con un vitalizio) e fu ferito alla testa nella battaglia di Taormina.
Comandante delle artiglierie del Castello a Mare durante l'insurrezione di Palermo, bombardò senza tregua la città nei giorni 27 e 28. Poco prima dello sbarco di Garibaldi in Calabria, nell'ambito della Spedizione dei Mille, nacque un forte screzio tra il generale Bortolo Marra e il suo diretto superiore generale Giambattista Vial, tacciato dal primo di manifesta incapacità.
Il Ministro della Guerra Giuseppe Salvatore Pianell sollevò immediatamente dall'incarico Marra, sostituendolo con Briganti che ricevette anche la promozione a generale di brigata, il 1º agosto 1860.
Nell'azione di presidio e difesa di Reggio Calabria, seguita alla battaglia di Piazza Duomo, Briganti commise tali e tanti errori tattici e strategici da riuscire a perdere la città, nonostante l'enorme superiorità numerica, di armamento e di posizione delle sue truppe, così da far nascere forti dubbi sulla sua lealtà.
Il 25 agosto 1860, fu ucciso a fucilate da parte di soldati sbandati del suo reggimento, nel paesino di Mileto in Calabria. Diverse fonti coeve, tra cui Giacinto de' Sivo e Giuseppe Buttà, riportarono che tale episodio fosse connesso ad un presunto tradimento da parte di Briganti, e che conseguentemente egli fosse stato giustiziato dai suoi stessi uomini. In realtà, ricerche recenti mostrano che egli si stesse recando dal proprio superiore diretto per un incontro segreto, tanto che non indossava i propri distintivi di grado. Riconosciuto da alcuni soldati ribelli, fu fatto oggetto di scherno, e quindi assassinato a tradimento, mentre cercava di riportare l'ordine.
All'atto della morte, Fileno Briganti lasciò due figli maschi, entrambi ufficiali dell'Esercito delle Due Sicilie. Annibale, già cadetto alla Nunziatella, si trovava in Sicilia come ufficiale; Donato, anch'egli ex allievo della Nunziatella, ne sarebbe stato comandante dal 1877 al 1883. Il nipote omonimo di Fileno, a sua volta ufficiale del Regio Esercito, dovette a lungo tollerare lo scherno riguardo al presunto tradimento del nonno, fino a quando non conquistò una Medaglia d'argento al Valor militare, cadendo sul campo durante la prima guerra mondiale, mentre comandava la Brigata Pisa.